# Джунагадх
Джунага́дх (англ. Junagadh, гудж. જુનાગઢ) — город и муниципалитет в индийском штате Гуджарат. Административный центр округа Джунагадх. Расположен в 355 км к юго-западу от Ахмедабада, на высоте 107 м над уровнем моря. В переводе название города означает «старая крепость». До 1947 года Джунагадх был столицей одноимённого туземного княжества.
Население города по данным на 2011 год составляло 320 250 человек. Основные языки населения — гуджарати и хинди.

## Известные уроженцы, жители
Сурьякант Ачарья  (англ. Suryakant Acharya, 9 декабря 1929, Джунагадх, Британская Индия — 21 декабря 2009, Джунагадх, Гуджарат) — индийский политик из партии Бхаратия Джаната и член парламента Индии, представлявший Гуджарат в Раджья сабха, верхней палате индийского парламента.